# Too Much Heaven
Too Much Heaven is een single uit 1978 van de Bee Gees; het is geschreven door Barry, Robin en Maurice Gibb en werd een wereldwijde top 10-hit. In Nederland kwam de single tot de tweede plaats en in het Verenigd Koninkrijk tot de derde. In de Verenigde Staten onderbrak de single twee weken lang de nr. 1-positie van Chic's Le Freak. Daarmee hadden de Bee Gees de vierde van zes nr. 1-hits op rij in een kalenderjaar te pakken; een record dat eerder was gevestigd door Bing Crosby, Elvis Presley en de Beatles. Opbrengsten gingen naar Unicef dat op 9 januari 1979 een muziekgala organiseerde; de Bee Gees traden er op en zetten de single vervolgens op hun dertiende studioalbum Spirits Having Flown. In 2001 werd Too Much Heaven door Robin Gibb in het muziekblad Billboard uitgeroepen tot een van zijn favoriete Bee Gees-nummers.

## Achtergrond
De drie broers schreven het lied op een vrije middag tijdens de opnamen voor de film Sgt. Pepper's Lonely Hearts Club Band, samen met Tragedy. Diezelfde avond schreven ze Shadow Dancing voor hun jongere broer Andy. 
Van alle nummers die werden opgenomen voor Spirits Having Flown nam Too Much Heaven de meeste tijd in beslag omdat de driestemminge zangpartijen (voornamelijk falsetto's) acht keer werden overgedubd.
Falsettolead van Barry (drie keer)
tweede falsetto (drie keer)
derde falsetto (drie keer)
Natuurlijke lead van Barry (drie keer)
tweede stem (drie keer)
derde stem (drie keer)
Gezamenlijke lead van Barry, Robin en Maurice (drie keer)
tweede stemmen (drie keer)
derde stemmen (drie keer)
Verder verleenden de blazers van rockband Chicago (James Pankow, Walter Parazaider en Lee Loughnane) hun medewerking, evenals op albumtrack Search, Find. Als tegenprestatie zongen de broers mee op Chicago's Little Miss Lovin'. Op de niet-georkestreerde demoversie telt Barry af en zijn er enkele achtergrondvocalen te horen.

## Release
Too Much Heaven werd op 24 oktober 1978 (21 november in de VS en Canada) uitgebracht; negen maanden na Night Fever, tot dan toe het grootste gat tussen twee Bee Gees-singles sinds 1975. Het was oorspronkelijk bedoeld voor de John Travolta-film Moment by Moment, maar werd op het laatste moment verwijderd omdat Barry Gibb de film verschrikkelijk vond toen hij de ruwe montage zag. Pas in de eerste week van januari 1979, vlak voor het Unicef-gala, stond het bovenaan de Noord-Amerikaanse hitlijsten. In tegenstelling tot de vorige twee singles van de Saturday Night Fever-soundtrack was Too Much Heaven een langzame ballad; Barry Gibb zei daarover "We wilden wat meer de r&b-kant op, met net zulke teksten en melodieën als voorheen". 

## Unicef
Vooraf hadden de broers tijdens een VN-persconferentie aangekondigd dat ze de opbrengsten van hun volgende single (goed voor meer dan 7 miljoen) aan Unicef zouden doneren in  verband met 1979 als Jaar van het Kind. Secretaris-generaal van de Verenigde Naties Kurt Waldheim noemde dit "een bijzonder genereus gebaar". Later werden de Bee Gees uitgenodigd op het Witte Huis waar ze door president Jimmy Carter werden bedankt voor hun donaties. Carter kreeg een van hun zwartsatijnen toerjassen kado; hij liet hij zich ontvallen "geen liefhebber van disco" te zijn, maar wel genoeg van hun muziek af te weten dankzij zijn dochter Amy die een groot Bee Gees-fan was.

## Latere live-uitvoeringen
Tijdens de One For All-tournee in 1989 speelden de broers het met enkel gitaar, keyboard en hun normale stemmen. Deze versie was onderdeel van een medley en is samen met het origineel terug te vinden op de boxset Tales from the Brothers Gibb.

## Uitvoeringen door anderen
- In 1979 nam de Kantonese zanger Alan Tam het op als 唱一首好歌 ("Sing A Good Song").
- De Ghanees-Duitse rapper Nana bracht in 1997 zijn versie uit; daarbij was alleen het refrein (gezongen door Van der Toorn) intact gelaten. Hij scoorde er een top 10-hit mee in de Duitstalige landen.
- In 1999 nam de Zuid-Koreaanse zanger 조관우 (Joe Kwan Woo) het op voor zijn album Special 99 Edition.
- Het Noorse popduo M2M gebruikte het refrein voor hun eigen nummer Our Song, afkomstig van hun debuutalbum Shades of Purple uit 2000.
- De Amerikaanse gospelgroep Winans Phase 2 nam het op voor hun album We Got Next uit 2000.
- Paul McCartney nam in december 2004 in Sussex een niet-uitgebrachte cover op als postuum eerbetoon aan Maurice Gibb.
- In 2007 nam de Duitse boyband US5 het op met medewerking van Robin Gibb. Het was hun eerste single met het nieuwe groepslid Vincent.
- De Britse soulzangeres Beverley Knight nam het op voor haar album 100%. Robin Gibb, met wie de zangeres het nummer eerder live had vertolkt, verzorgde op eigen verzoek de backing vocals.
- Rebecca Conklin, een avantgarde-/gypsy-/funk-soundstylist uit Boekarest, speelde een elektronische versie tijdens de Romanian Pavilion of the Shanghai World Expo 2010.
- De Amerikaanse r&b singer-songwriter Criss Starr coverde het op zijn album Yours4Ever uit 2013.

## NPO Radio 2 Top 2000
| Nummer met noteringen in de NPO Radio 2 Top 2000 | '00  | '01-'02 | '03  | '04  | '05  | '06  | '07 | '08  |
| ------------------------------------------------ | ---- | ------- | ---- | ---- | ---- | ---- | --- | ---- |
| Too Much Heaven                                  | 1152 | -       | 1627 | 1901 | 1977 | 1805 | -   | 1973 |

1. ↑  Een '-' betekent dat het nummer niet was genoteerd en een vetgedrukt getal geeft de hoogste notering aan.
2. ↑  2000 was het eerste jaar met een notering voor dit nummer.
3. ↑  Deze tabel is bijgewerkt tot en met de laatste editie (2024).